# Ernie Barbarash
Ernie Barbarash (31 août 1968, Odessa, Ukraine) est un réalisateur et producteur de cinéma américain.

## Biographie
Ernie Barbarash est connu pour ses films d'action. Coproducteur en 2000 du film American Psycho, il produit en 2002 sa suite, American Psycho 2, ainsi que le film Cube² : Hypercube. Il débute derrière la caméra en 2004 pour réaliser le troisième volet de la saga Cube, Cube Zero. Par la suite, il a dirigé Rob Lowe dans Hypnose 2, Billy Campbell et Christopher Lloyd dans le téléfilm Meteor, Val Kilmer dans Hardwired, Cuba Gooding Jr dans Hardwired et Retour mortel, et Jean-Claude Van Damme dans Assassination Games et 6 Bullets.

## Filmographie
- 2004 : Cube Zero
- 2006 : Hypnose 2
- 2007 : Evil Game (They Wait)
- 2008 : Meteor (TV)
- 2009 : Hardwired
- 2010 : Mon père, ce rockeur (Rock the House) (TV)
- 2010 : Retour mortel (en) (Ticking Clock)
- 2011 : Assassination Games
- 2012 : 6 Bullets
- 2013 : Cœurs de braise (Two In) (TV)
- 2013 : Le Rôle de sa vie (Reading Writing & Romance) (TV)
- 2015 : La Vengeance dans le corps  (Pound of Flesh)
- 2017 : Noël à Snow Falls (en) (Christmas Inheritance) (Netflix)
- 2017 : The Saint (TV)
- 2019 : Un safari pour Noël (Christmas in the Wild) (Netflix)
- 2019 : Un Noël magique à Rome (Christmas in Rome) (TV)